# 갈색큰갈라고
갈색큰갈라고(Otolemur crassicaudatus)는 갈라고과에 속하는 야행성 영장류의 일종이다. 갈라고과에서 가장 큰 갈라고다.

## 특징
이 종은 뭉툭하고, 넓적한 주둥이, 매우 큰 귀, 비교적 작은 눈을 지니고 있다. 두꺼운 털은 다양한 색깔을 띤다. 일부는 끝단이 흰 꼬리와 함께 회색빛 털을 지니고 있으며, 일부는 검은색 꼬리 끝단과 함께 어두운 갈색 털을 지니고 있다. 건조하고 낮은 지대일수록 주로, 밝은 색깔의 갈라고가 나타나는 반면에 높고 습한 지역에 사는 갈라고일수록 더 어두운 색깔을 띤다. 갈색큰갈라고의 몸 길이는 26 ~ 47 cm(평균 32 cm)이며, 꼬리 길이는 29 ~ 55 cm이고, 몸무게는 0.5에서 2 kg정도이다.

## 아종
2종의 아종이 알려져 있다.
- O. c. crassicaudatus
- O. c. kirkii

## 분포
남아프리카와 동아프리카에서는 흔한 종이다. 대부분의 개체군이 앙골라, 탄자니아, 케냐 남부 그리고 소말리아 해안에서 발견된다.

## 습성
갈색큰갈라고는 야행성 동물이다. 낮 시간 동안에는 나무의 구멍 또는 울창한 식물 속에서 보낸다. 이들의 먹이는 과일(장과류, 무화과와 같은), 씨앗, 아카시아 수지, 꽃, 곤충, 민달팽이, 파충류 그리고 작은 새들이다. 이 종은 좁은 면적 내의 영역을 갖고, 작은 집단 속에서 생활한다. 이들은 오줌과 가슴의 땀샘에서는 나는 특별한 향을 통해 자신들의 영역을 표시한다.